# OR8B12
OR8B12 (англ. Olfactory receptor family 8 subfamily B member 12) – білок, який кодується однойменним геном, розташованим у людей на короткому плечі 11-ї хромосоми. Довжина поліпептидного ланцюга білка становить 310 амінокислот, а молекулярна маса — 34 372.
| 10         |  | 20         |  | 30         |  | 40         |  | 50         |
| ---------- |  | ---------- |  | ---------- |  | ---------- |  | ---------- |
| MAAKNSSVTE |  | FILEGLTHQP |  | GLRIPLFFLF |  | LGFYTVTVVG |  | NLGLITLIGL |
| NSHLHTPMYF |  | FLFNLSLIDF |  | CFSTTITPKM |  | LMSFVSRKNI |  | ISFTGCMTQL |
| FFFCFFVVSE |  | SFILSAMAYD |  | RYVAICNPLL |  | YTVTMSCQVC |  | LLLLLGAYGM |
| GFAGAMAHTG |  | SIMNLTFCAD |  | NLVNHFMCDI |  | LPLLELSCNS |  | SYMNELVVFI |
| VVAVDVGMPI |  | VTVFISYALI |  | LSSILHNSST |  | EGRSKAFSTC |  | SSHIIVVSLF |
| FGSGAFMYLK |  | PLSILPLEQG |  | KVSSLFYTII |  | VPVLNPLIYS |  | LRNKDVKVAL |
| RRTLGRKIFS |  |            |  |            |  |            |  |            |

A: Аланін

C: Цистеїн

D: Аспарагінова кислота

E: Глутамінова кислота

F: Фенілаланін

G: Гліцин

H: Гістидин

I: Ізолейцин

K: Лізин

L: Лейцин

M: Метіонін

N: Аспарагін

P: Пролін

Q: Глутамін

R: Аргінін

S: Серин

T: Треонін

V: Валін

Кодований геном білок за функціями належить до рецепторів, g-білокспряжених рецепторів, білків внутрішньоклітинного сигналінгу. 
Локалізований у клітинній мембрані, мембрані.